# مودان
مودان (به فرانسوی: Modane) یک کمون در فرانسه است که در اوورنی-رون-آلپ واقع شده‌است. مودان ۷۱٫۰۴ کیلومتر مربع مساحت و ۳٬۲۳۹ نفر جمعیت دارد و ۱٬۰۶۷ متر بالاتر از سطح دریا واقع شده‌است.